# Melanis boyi
Melanis boyi is een vlindersoort uit de familie van de prachtvlinders (Riodinidae), onderfamilie Riodininae.
Melanis boyi werd in 1923 beschreven door Stichel.